# Jerry Pinto
Jerry Pinto, né en 1966, est un journaliste, poète et romancier indien de langue anglaise.

## Biographie
Il reçoit le National Film Award for Best Book on Cinema (en) pour Helen: The Life and Times of an H-Bomb, le Hindu Literary Prize (en) en 2012 et le Vodafone Crossword Book Award 2013 pour Em and the Big Hoom (Em !).

## Œuvres traduites en français
- Nous l'appelions Em [« Em and the Big Hoom »], trad. de Myriam Bellehigue, Arles, France, Actes Sud, coll. « Lettres indiennes », 2015, 272 p.  (ISBN 978-2-330-03911-0)[1],[2]
- Meurtre à Mahim, Banyan (2021)